# IC 1600
IC 1600 је спирална галаксија у сазвјежђу Кит која се налази на листи објеката дубоког неба у Индекс каталогу.
Деклинација објекта је - 23° 31' 28" а ректасцензија 0h 55m 4,2s. Привидна величина (магнитуда) објекта IC 1600 износи 14,8 а фотографска магнитуда 15,6. IC 1600 је још познат и под ознакама ESO 474-43, MCG -4-3-31, PGC 3253.